# امبوانانا
امبوانانا (به لاتین: Amboanana) یک سکونتگاه مسکونی در ماداگاسکار است که در ایتاسی واقع شده‌است.

## خصوصیات
امبوانانا ۲۶٬۰۰۰ نفر جمعیت دارد و ۱٬۵۷۵ متر بالاتر از سطح دریا واقع شده‌است.